# 朱利安·罗特
朱利安·罗特（Julian Bernard Rotter，1916年10月22日—2014年1月6日）美国心理学家，以发展了社会学习理论和控制点等学说而知名，俄亥俄州立大学和康涅狄格大学研究员，2002年出版的《一般心理学评论》将他列为20世纪引用最多的心理学家中第64位。